# Pic de Sallfort
El Pic o Puig de Sallfort, sovint denominat també de Sallafort, és el punt més alt de la Marenda de 981 metres d'altitud. Marca la frontera entre França i Espanya, compartida entre els municipis d'Argelers i Banyuls a la comarca del Rosselló (Catalunya Nord) i Espolla a la comarca de l'Alt Empordà (comarques gironines, província de Girona).
Està situat a ponent del Puig del Torn i al nord-oest del Coll de Banyuls i als municipis d'Argelers, de Banyuls de la Marenda i d'Espolla a 44 km de Perpinyà i a 70,5 km de Girona.
Aquest cim està inclòs al llistat dels 100 cims de la FEEC. S'hi accedeix per la GR 10. És un dels destins preferents de les rutes excursionistes de la Serra de l'Albera.